# Monascus purpureus
Monascus purpureus (sin. M. albidus, M. anka, M. araneosus, M. major, M. rubiginosus, y M. vini; en chino tradicional, 紅麴菌; en chino simplificado, 红曲菌; pinyin, hóng qū jùn, lit. "levadura roja") es una especie de moho de color rojo-purpúreo.
Esta levadura, en la forma de arroz de levadura roja, en la producción de determinados alimentos fermentados en Asia oriental (especialmente China y Japón). Sin embargo, el descubrimiento de las propiedades de la estatinas hipocolesterolmiantes producido por el hongo ha promovido la investigación en sus usos médicos posibles.
Los fungi afines Monascus ruber y Monascus pilosus también se emplean en aplicaciones industriales.